# 1117
Високе Середньовіччя •  Золота доба ісламу •  Реконкіста •  Хрестові походи •  Київська Русь

## Геополітична ситуація
Візантію очолює Олексій I Комнін (до 1118). Генріх V є імператором Священної Римської імперії (до 1125), Людовик VI Товстий — королем Франції (до 1137).
Апеннінський півострів розділений: північ належить Священній Римській імперії, середню частину займає Папська область, південна частина півострова окупована норманами. Деякі міста півночі: Венеція, Піза, Генуя, мають статус міст-республік.
Південь Піренейського півострова захопили Альморавіди. Північну частину півострова займають християнські Кастилія, Леон (Астурія, Галісія), Наварра та Арагон, Барселона. Королем Англії є Генріх I Боклерк (до 1135), королем Данії Нільс I (до 1134).
У Київській Русі княжить Володимир Мономах (до 1125). У Польщі княжить Болеслав III Кривоустий (до 1138). На чолі королівства Угорщина стоїть Іштван II (до 1131).
На Близькому сході існують держави хрестоносців: Єрусалимське королівство, Антіохійське князівство, Едеське графство, графство Триполі. Сельджуки окупували Персію та Малу Азію, в Єгипті владу утримують Фатіміди, у Магрибі панують Альморавіди, у Середній Азії правлять Караханіди, Газневіди втримують частину Індії. У Китаї співіснують держава ханців, де править династія Сун, держава кидані Ляо, держава чжурчженів, де править династія Цзінь, та держава тангутів Західна Ся. На півдні Індії домінує Чола. В Японії триває період Хей'ан.

## Події
- Розпочався конфлікт за Волинь між київським князем Володимиром Мономахом та волинським князем Ярославом Святополковичем.
- У Новгороді почав княжити онук Володимира Мономаха Всеволод Мстиславич.
- Імператор Священної Римської імперії Генріх V увійшов у Рим. Папа Пасхалій II утік на південь до норманів. Генріх V коронувався вдруге. Церемонію провів архієпископ Браги Моріс Буден, майбутній антипапа Григорій VIII.
- Князем Богемії став Боривой II.
- Альморавіди захопили Коїмбру в Португалії.
- Газневід Баграм-шах за підтримки сельджуків переміг свого брата Арслан-шаха у битві при Газні.